# Leopold Kupelwieser
Leopold Kupelwieser (Markt Piesting, 1796. október 17. – Bécs, 1862. november 17.) osztrák festő.

## Pályafutása
A Bécsi Képzőművészeti Akadémia növendéke, később tanára volt és mint egyházi festő vált híressé. Kissé érzelgős vallásos képei nyugodt képszerkesztésükkel, dekoratív értékeikkel nagy kedveltségnek örvendtek. Bécsben sok templomot díszített fal- és oltárképekkel. A kalocsai székesegyház és a Budapest-józsefvárosi plébániatemplom főoltárképe tőle való. Több képet festett a pécsi székesegyház részére is. 1846-ban ő készítette el a vasvári temetőhegyi kápolna oltárképét. 